# Kratochviliella
Kratochviliella bicapitata es una especie de araña araneomorfa de la familia Linyphiidae. Es el único miembro del género monotípico Kratochviliella.

## Distribución
Es un endemismo de Europa.